# 뉴타운 (포이스)

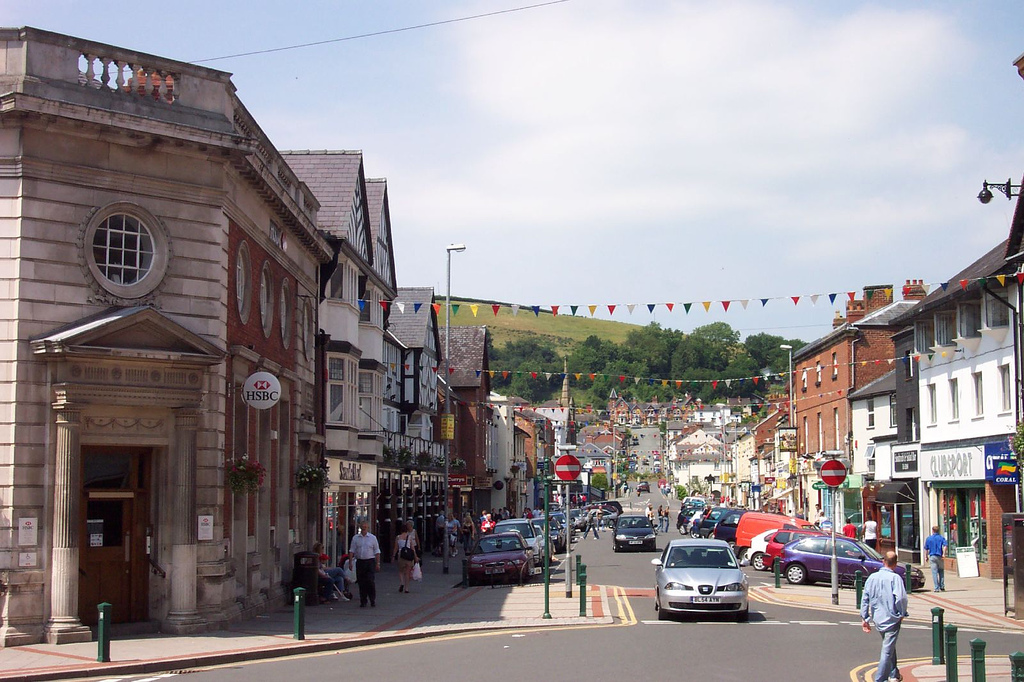
뉴타운

뉴타운(영어: Newtown, 웨일스어: Y Drenewydd 어드레네위드)은 웨일스 포이스의 도시로 인구는 11,357명(2011년 기준)이다. 잉글랜드-웨일스 경계선에서 약 13 km 정도 떨어진 곳에 위치한다. 이곳은 로버트 오웬이 태어난 곳이다.

## 저명한 출신
- 로버트 오언: 사회 개혁자, 공상적 사회주의의 설립자